# Yine Sensiz
Yine Sensiz is het debuutalbum van de Turkse zanger Tarkan. Yine Sensiz werd op 24 december 1992 voor het eerst uitgebracht in Turkije op Compact cassette. Op 21 juni 1993 werd het album, inclusief drie nieuwe remixes, uitgebracht op cd. Het originele album bevat elf nummers.
Tarkans cassette (met voornamelijk covers) kwam al vrij snel in de Turkse Top 10. Tarkan maakte van vijf tracks een videoclip: Kıl Oldum, Kimdi?, Gelip de Halimi Gördün mü?, Vazgeçemem en Çok Ararsın Beni. Vooral Kıl Oldum, een lied over slechte kledingdracht, viel in de smaak bij het Turkse publiek. Daarna volgden Kimdi, een cover van Cheb Chaleds nummer Didi, en Çok Ararsın Beni, beide uptempo popnummers met bijbehorende videoclips. Tarkan werd pas echt beroemd met zijn ballade Vazgeçemem, een remake van het nummer No Volvere van Gipsy Kings. Het album Yine Sensiz (cassette en cd) verkocht meer dan 1 miljoen exemplaren.

## Tracklist
De veertien (waarvan de eerste elf de originele) nummers van Yine Sensiz met daarachter de duur van het nummer en de Nederlandse vertaling van de titel:
1. "Kıl Oldum" – 4:12; Het irriteert me
2. "Kimdi?" – 4:23; Wie was het?
3. "Söz Verdim" – 4:14; Ik heb het beloofd
4. "Gelip de Halimi Gördün mü?" – 3:46; Heb je moeite genomen om mijn gesteldheid te zien?
5. "Sarıl Bana" – 3:24; Omhels me
6. "Oldu Canım, Ara Beni" – 2:44; Is goed lieverd, zoek me op
7. "Vazgeçemem" – 4:29; Ik kan geen afstand doen
8. "Çok Ararsın Beni" – 4:44; Je zult me erg zoeken
9. "Selam Ver" – 5:05; Groet
10. "Yetti Artık" – 3:08; Genoeg nou
11. "Yine Sensiz" – 5:15; Weer zonder jou
12. "Kıl Oldum" (Remix) – 5:59; Het irriteert me
13. "Kimdi" (Remix) – 6:53; Wie was het?
14. "Çok Ararsın Beni" (Remix) – 5:56; Je zult me erg zoeken

## Personeel
- Muziekdirectie — Ozan Çolakoğlu
- Mixer — Riza Erekli
- Uitgever — Onur Ofset
- Fotografie — Sibel Arcan